# اورسارا دی پولیا
اورسارا دی پولیا (به ایتالیایی: Orsara di Puglia) یک کومونه در ایتالیا است که در استان فوجا واقع شده‌است. اورسارا دی پولیا ۸۲ کیلومتر مربع مساحت و ۳٬۲۶۸ نفر جمعیت دارد و ۷۰۰ متر بالاتر از سطح دریا واقع شده‌است.